# Bastian Steger
Bastian Steger, född den 19 mars 1981 i Oberviechtach, Bayern, är en tysk bordtennisspelare som tog OS-brons i herrlagstävlingen vid olympiska sommarspelen 2012 i London.
Han tog en bronsmedalj i lagturneringen vid de olympiska bordtennistävlingarna 2016 i Rio de Janeiro.